# Kalimij
Kalimij (od grčke riječi calymma, "pokrov") prvo je geološko razdoblje u Mezoproterozojskoj eri koji je trajao od prije 1600 milijuna godina do prije 1400 milijuna godina. Ovo se vremensko razdoblje definira kronometrijski i nema odgovarajući sloj stijenja u Zemlji.
Ovo razdoblje karakterizira širenje već postojećih platformskih pokrova, odnosno novih platforma nad nedavno kratoniziranim udubinama. Superkontinent zvan Kolumbija raspao se tijekom ranog kalimija, prije otprilike 1500 milijuna godina.